# 6852 Nannibignami
6852 Nannibignami eller 1985 CN2 är en asteroid i huvudbältet som upptäcktes den 14 februari 1985 av den belgiske astronomen Henri Debehogne vid La Silla-observatoriet. Den är uppkallad efter den italienska astrofysikern Giovanni Bignami.
Asteroiden har en diameter på ungefär 3 kilometer och den tillhör asteroidgruppen Nysa.